# Ernesto Pérez Lobo
Ernesto Pérez Lobo (Madrid, 5 de septiembre de 1970) es un deportista español que compitió en judo.
Participó en tres Juegos Olímpicos, entre los años 1992 y 2000, obteniendo una medalla de plata en Atlanta 1996, en la categoría de +95 kg. Ganó dos medallas en el Campeonato Europeo de Judo, plata en 1999 y bronce en 2000.

## Palmarés internacional
| Juegos Olímpicos   | Juegos Olímpicos         | Juegos Olímpicos  | Juegos Olímpicos |
| Año                | Lugar                    | Medalla           | Categoría        |
| ------------------ | ------------------------ | ----------------- | ---------------- |
| 1996               | Atlanta (Estados Unidos) | Medalla de plata  | +95 kg           |
| Campeonato Europeo |                          |                   |                  |
| Año                | Lugar                    | Medalla           | Categoría        |
| 1999               | Bratislava (Eslovaquia)  | Medalla de plata  | Abierta          |
| 2000               | Breslavia (Polonia)      | Medalla de bronce | +100 kg          |